# Mariä Lichtmess (Inkofen)

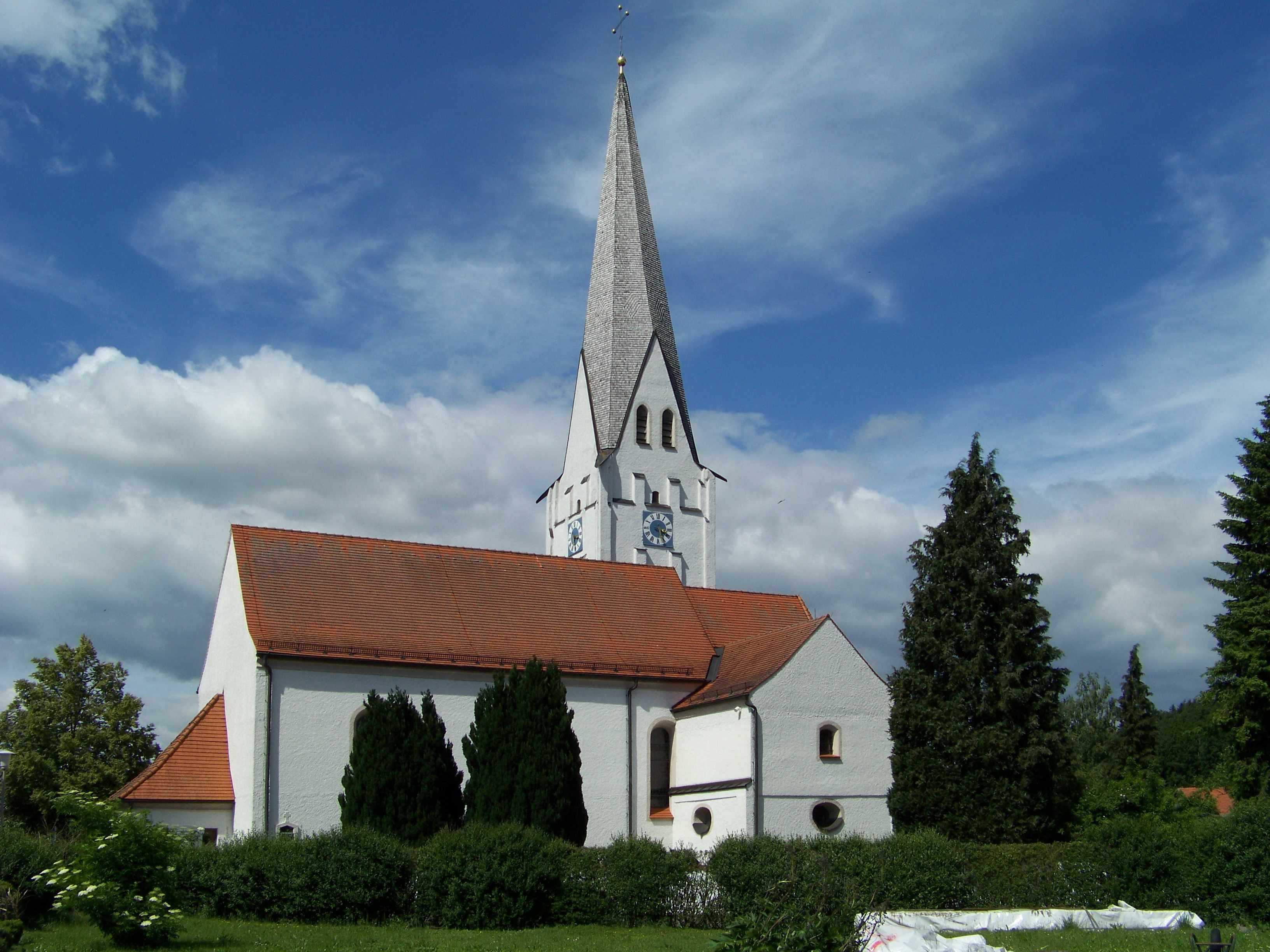
Außenansicht der Pfarrkirche Mariä Lichtmess von Süden

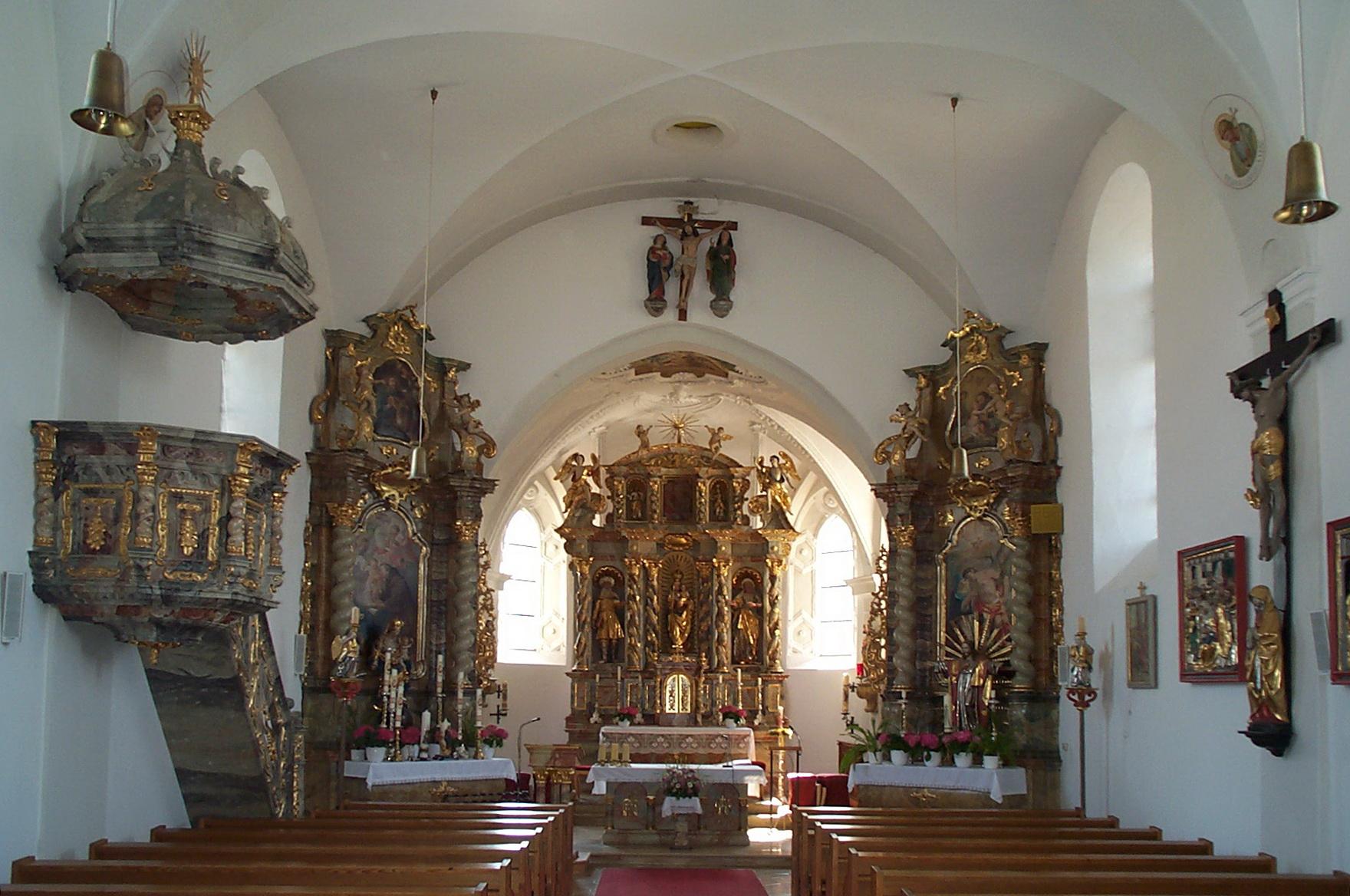
Innenraum

Die römisch-katholische Pfarrkirche Mariä Lichtmess (auch Mariä Reinigung) in Inkofen, einem Ortsteil der Stadt Rottenburg an der Laaber im niederbayerischen Landkreis Landshut, ist ein im Kern spätgotischer Kirchenbau aus der zweiten Hälfte des 15. Jahrhunderts, der um die Mitte des 17. Jahrhunderts barock ausgebaut wurde. Das eher seltene Patrozinium Mariä Lichtmess bzw. Mariä Reinigung ist der frühere Name des Festtags Darstellung des Herrn, der am 2. Februar begangen wird.

## Geschichte
Die Baugeschichte der heutigen Pfarrkirche reicht bis in das 12. Jahrhundert zurück. Auch die Pfarrei Inkofen wird bereits im Jahr 1230 erstmals erwähnt. Damals wie heute umfasste der Pfarrsprengel neben Inkofen auch die Dörfer Allgramsdorf, Eberstall und Rahstorf. Die heutige Filiale Stein gehörte damals noch zur Pfarrei Münster, später zu Rottenburg und wurde dann erst nach Inkofen umgepfarrt.
Der Bau des heutigen, im Kern spätgotischen Gotteshauses wurde um 1475 vorangetrieben. Im Mai 1632, also während des Dreißigjährigen Krieges, wurden Kirche und Pfarrhof genauso wie der alte Inkofener Edelsitz von den Schweden niedergebrannt. Der Großteil der Dorfbevölkerung fiel in den Jahren danach den immer wiederkehrenden Kriegshandlungen, der Pest oder dem Hungertod zum Opfer. Für etwa fünfzig Jahre stand den Pfarreien Inkofen, Andermannsdorf und Hebramsdorf gemeinsam nur ein Seelsorger zur Verfügung. Dennoch wurde die Inkofener Pfarrkirche in der zweiten Hälfte des 17. Jahrhunderts in veränderter Form wiederaufgebaut. Das Gotteshaus wurde dem Zeitgeschmack entsprechend mit Barockaltären und -stuckaturen ausgestattet – begleitet von wenigen Stücken, die aus der Ruine der alten Pfarrkirche gerettet werden konnten.
Ab Mitte des 17. Jahrhunderts wurde Inkofen zum Marienwallfahrtsort. Aus dem Jahr 1676 ist belegt, dass beinahe die gesamte Pfarrgemeinde Rottenburg um gutes Erntewetter und Abwendung böser Sucht und Krankheiten nach Inkofen zu „Unserer Lieben Frau“ pilgerte. Die Wallfahrt kam bald wieder zum Erliegen, jedoch hat sich bis heute die in dieser Zeit gegründete Skapulierbruderschaft erhalten. Diese feiert jährlich am Sonntag nach dem 16. Juli, dem Gedenktag Unserer Lieben Frau auf dem Berge Karmel, ihr Hauptfest.
Im Jahr 1904 wurde die Kirche renoviert.
Renovierungsmaßnahmen wurden in den 1970er Jahren mit der Anschaffung neuer Kirchenbänke 1973 und einer Außenrenovierung 1977 durchgeführt. Die letzte durchgreifende Kirchensanierung fand in den Jahren 1990/91 mit einer Außen- und Innenrenovierung einschließlich Trockenlegung der Mauern statt.

## Architektur

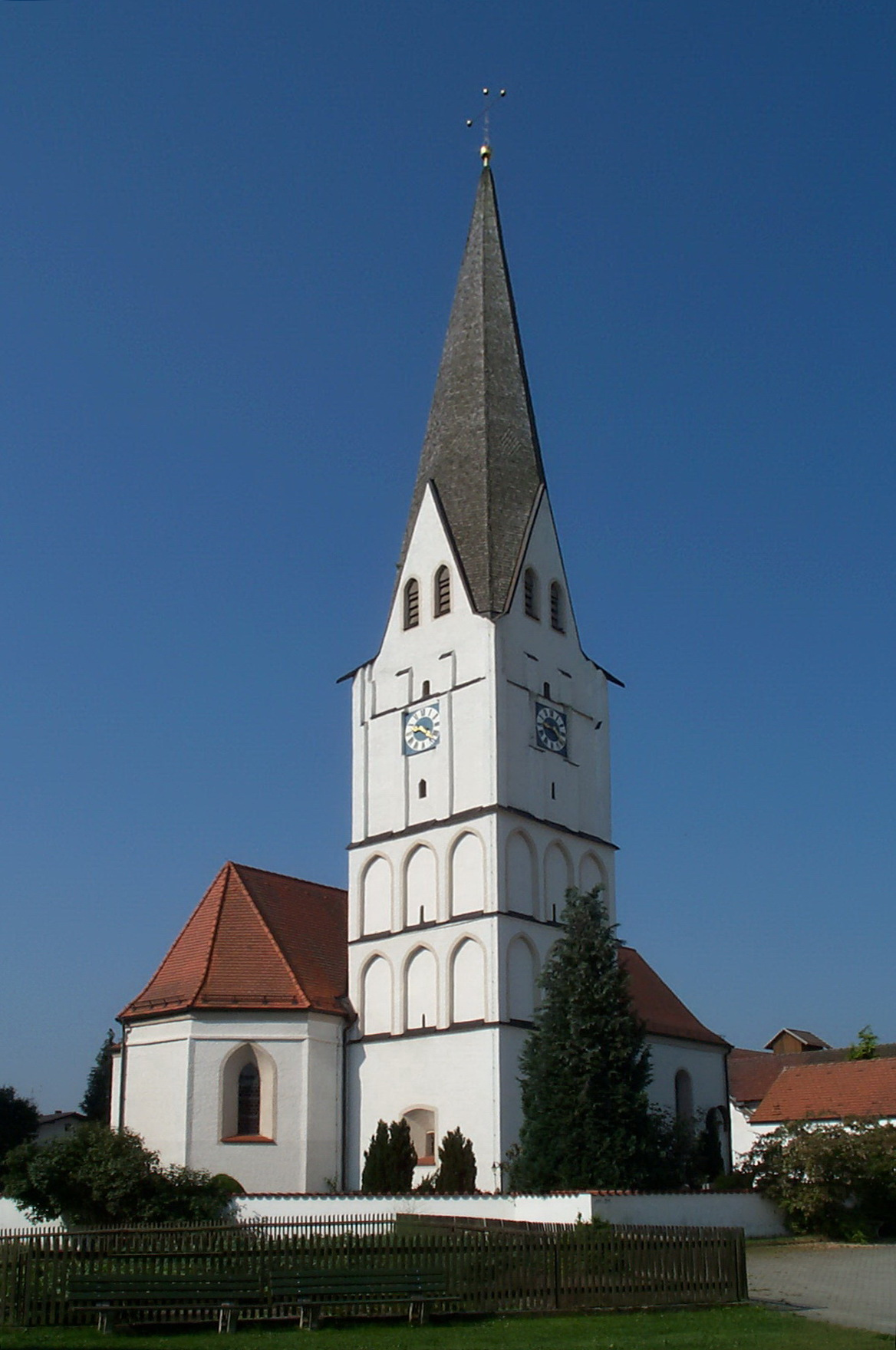
Turm und Chor von Nordosten

### Außenbau
Der Kirchenbau besteht aus einem dreijochigen, sattelgedeckten Langhaus und einem nach Osten ausgerichteten, deutlich eingezogenen Chor, der sich unter einem etwas niedrigeren Satteldach befindet. An den Chor ist auf der Südseite die zweigeschossige Sakristei angebaut. Das untere Geschoss stammt aus der Zeit des barocken Wiederaufbaus, das obere Geschoss wurde im 19. Jahrhundert aufgestockt. An der Nordseite ist ein 43 Meter hoher, fünfgeschossiger Kirchturm an das Altarhaus angebaut. Der Turm weist noch deutlich erkennbare, gotische Stilelemente auf. So werden insbesondere das zweite und dritte Turmgeschoss von Spitzbogenblenden gegliedert. In den übrigen Geschossen ist das Blendwerk nur unvollständig erhalten. Über vier Steilgiebeln erhebt sich der hohe, schindelgedeckte Spitzhelm.
Ein weiteres, typisch gotisches Stilmerkmal sind die Spitzbogenfenster mit Schräggewände im Chorraum, während im Schiff die barockisierte Form der Rundbogenfenster zu finden ist. Im Übrigen weist der vollständige verputzte Bau nur sehr zurückhaltende Gliederungselemente auf. So sind Außen am Chor schwache Dreieckslisenen und ein Dachfries zu finden. Auf der Westseite ist ein kleiner, offener Portalvorbau angefügt.

### Innenraum
Das Langhaus besitzt ein Kreuzgratgewölbe zwischen Gurtbögen. Die Wände sind durch Pilaster gegliedert. Den Übergang zum Altarraum vermittelt ein spitzer, im Profil einmal gestufter Chorbogen. Der Chor besaß früher ein Netzrippengewölbe, das auf rechteckigen Wandpfeilern und spitzen Schildbögen ruhte. Die Gewölberippen und die zugehörigen Konsolen wurden abgeschlagen, die Wandpfeiler zu Pilastern verändert. Heute ergibt sich daher das Bild eines Tonnengewölbes mit Stichkappen. Im Erdgeschoss der Sakristei befindet sich ein barockes Kreuzgratgewölbe.

## Ausstattung

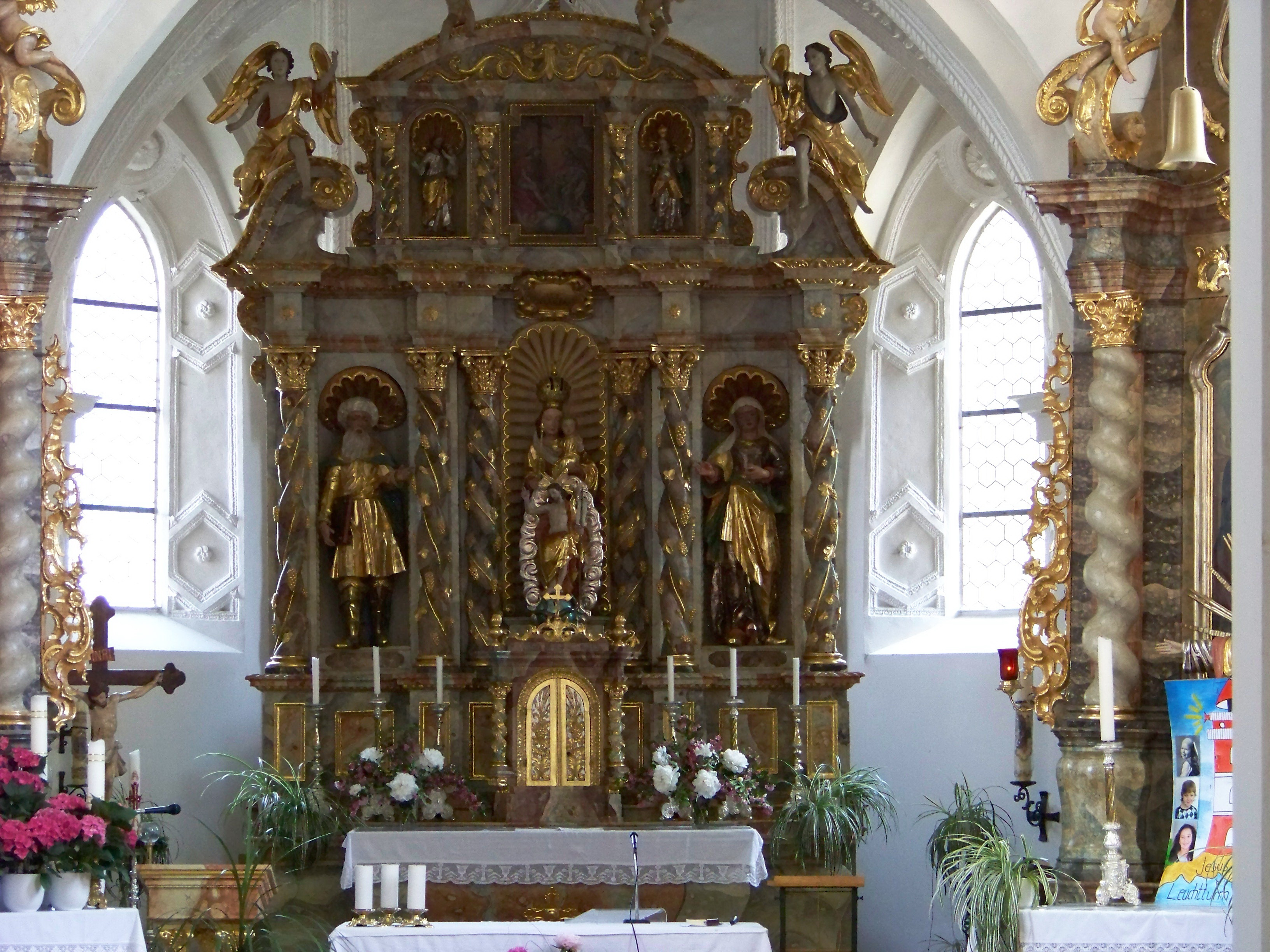
Hochaltar

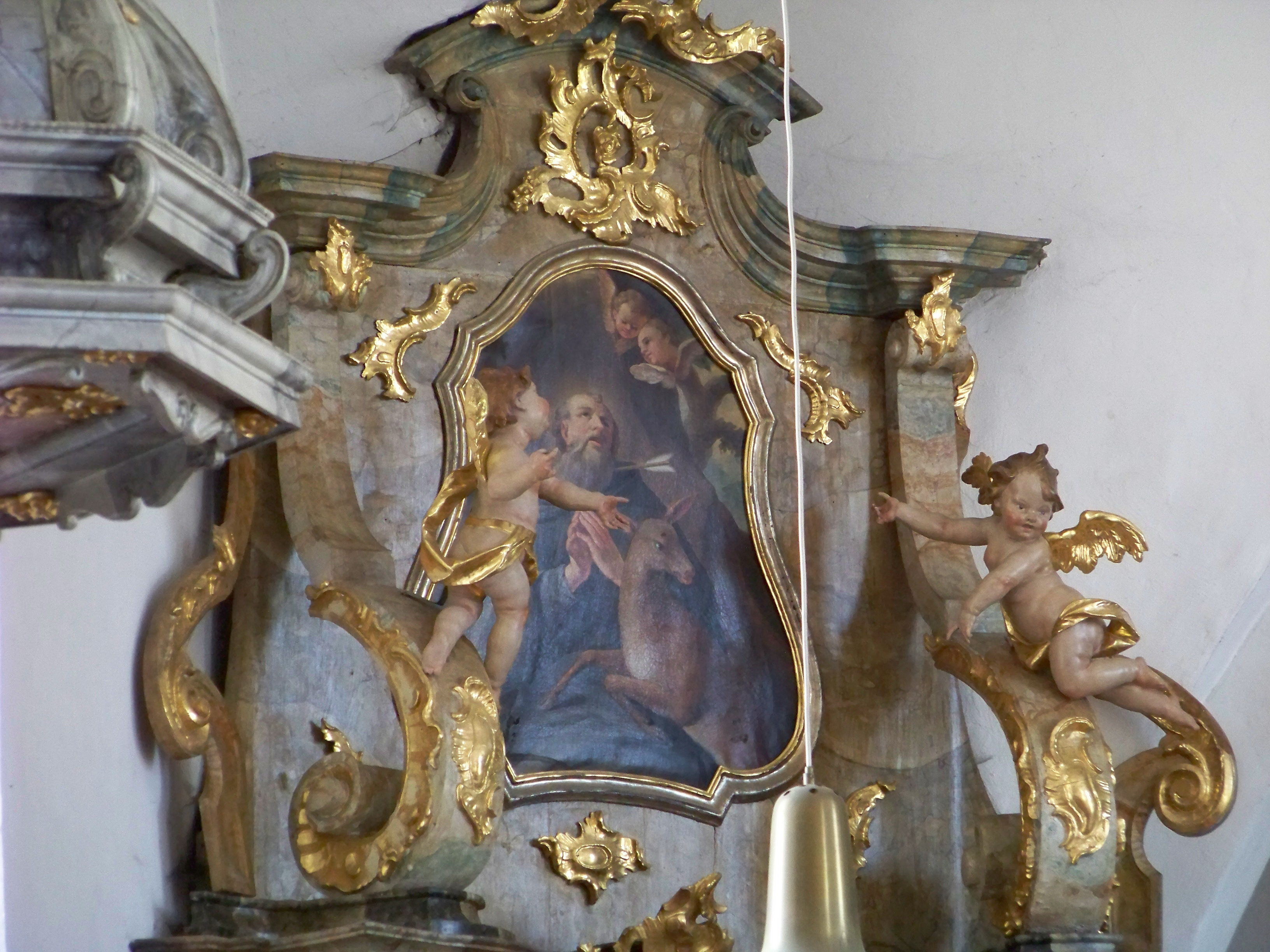
Auszug des linken Seitenaltares mit Bild des hl. Ägidius und Putti von Christian Jorhan d. Ä.

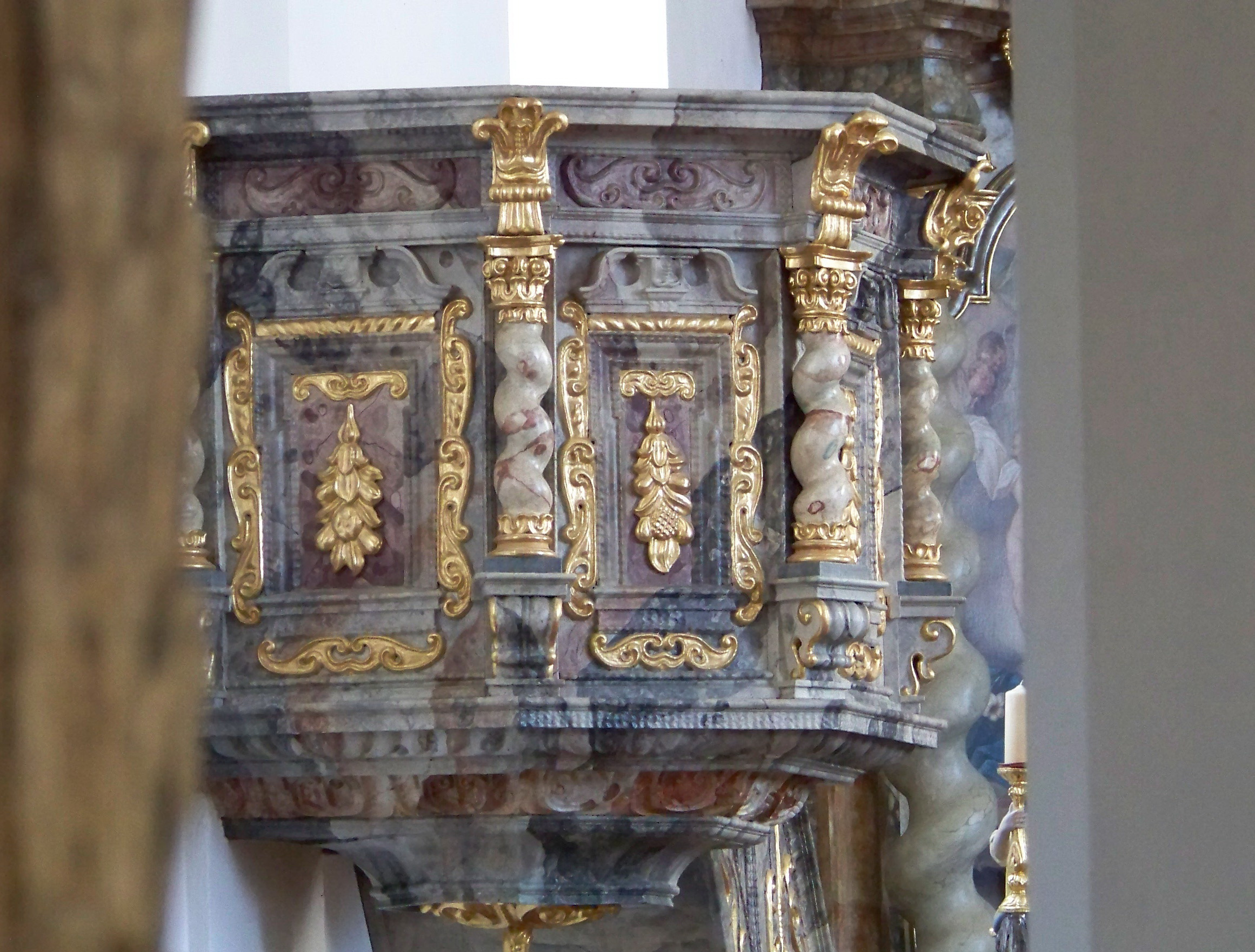
Kanzelkorb

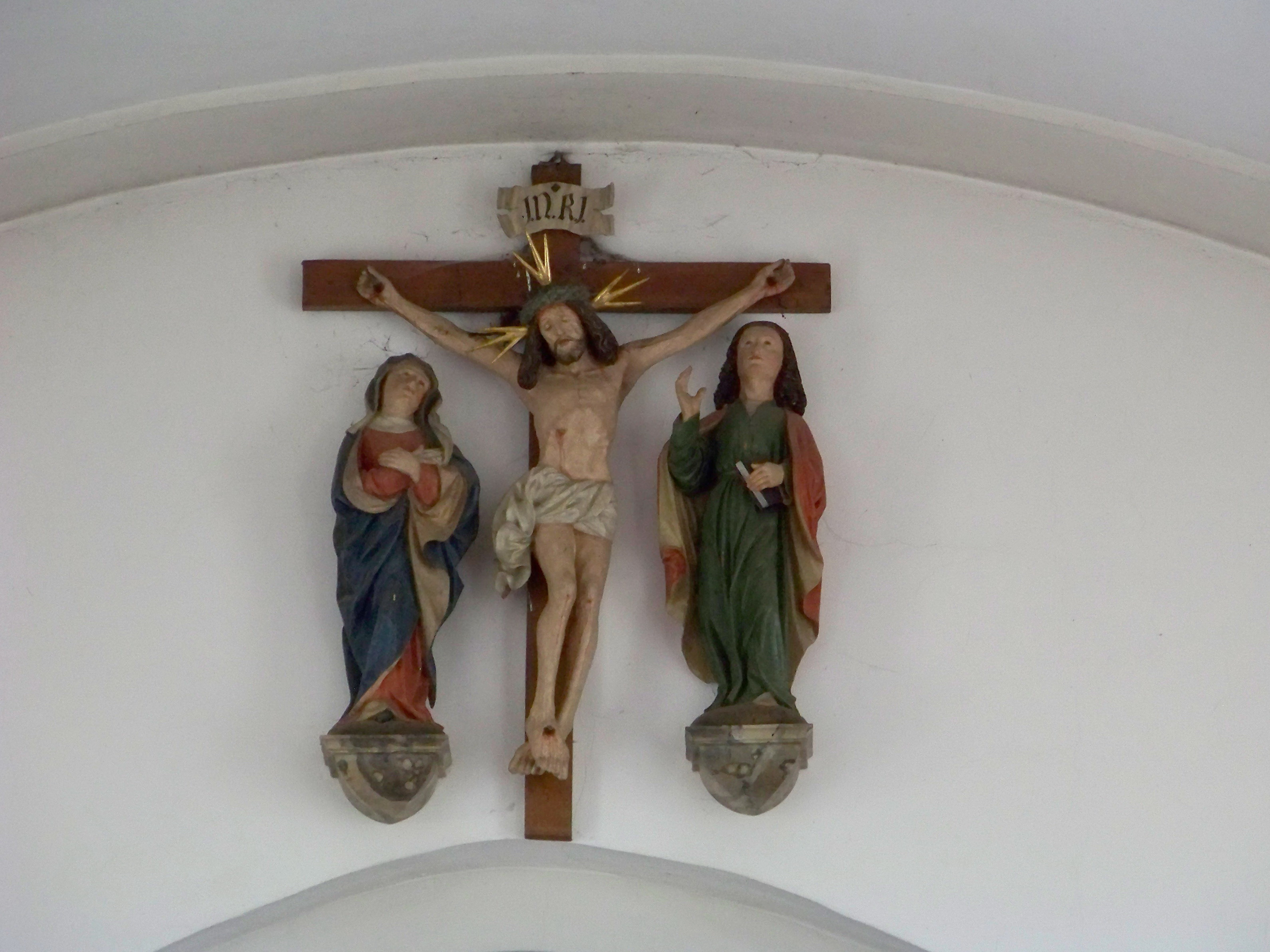
Kreuzigungsgruppe oberhalb des Chorbogens

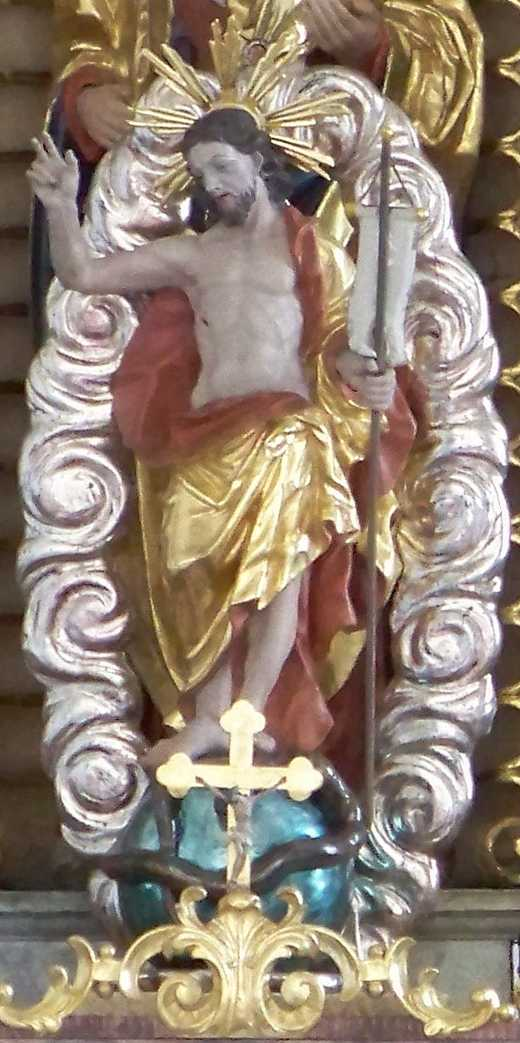
Holzfigur Auferstandener Jesus; wird am Hochfest Christi Himmelfahrt aufgezogen.

### Stuck und Deckengemälde
Während das kreuzgratgewölbte Langhaus eher einfach ausgestattet ist, finden sich im Chorraum aufwändige Stuckaturen aus der Zeit um 1680. So sind beispielsweise die Spitzbogenfenster von Stuckrahmen mit Knorpelwerk umgeben, am Chorgewölbe finden sich Blattwerk und Fruchtgehänge sowie ein schöner Stuckrahmen, der das zentrale Deckengemälde aus dem 18. Jahrhundert umgibt. Dieses stellt den heiligen Simon Stock dar, der das Skapulier von der Gottesmutter Maria empfängt.

### Hochaltar
Der stattliche Barockaufbau des Hochaltars entstand 1684 in Landshut. Er wird von sechs gewundenen, mit Weintrauben verzierten Säulen getragen, zwischen denen drei Figurennischen angeordnet sind. In der zentralen Muschelnische ist eine spätgotische, fast lebensgroße Holzfigur der Mutter Gottes mit Kind zu sehen. Diese wurde wohl im späten 15. Jahrhundert geschaffen und erst in der Barockzeit bekrönt. Seitlich befinden sich Barockfiguren der Eltern Mariens, des heiligen Joachim (links) und der heiligen Mutter Anna (rechts). Unterhalb der Zentralfigur ist ein kleiner Tabernakel mit zwei gewundenen Säulchen und vergoldeten Türen angeordnet. Über kräftigem Gebälk erhebt sich der Altarauszug, der von vier gewundenen Säulchen getragen wird. Dieser wird von zwei Voluten flankiert, auf denen Anbetungsengel sitzen. Das hochrechteckige Auszugsbild stellt die Heilige Dreifaltigkeit dar und wird von kleinen Barockfiguren der Heiligen Josef (links) und Margareta (rechts) flankiert. Der obere segmentbogige Abschluss ist mit zwei kleinen Engeln besetzt.

### Seitenaltäre
Die beiden als Pendants angelegten Seitenaltäre sind im Rokokostil gehalten und wurden erst um 1750 geschaffen. Sie sind zu beiden Seiten des Chorbogens aus Platzgründen schräg aufgestellt. Der wuchtige Aufbau wird jeweils von zwei gewundenen Säulen getragen. Zwischen diesen befindet sich jeweils in einem geschwungenen Rahmen des Altarblatt. Auf beiden Seiten des Altares befinden sich jeweils aufwändige Akanthusschnitzwangen. Der Altarauszug wird von zwei engelbesetzten Volutenpilastern flankiert.
Der nördliche (linke) Seitenaltar zeigt im Hauptbild eine Darstellung des heiligen Antonius von Padua, im Auszugsbild den heiligen Ägidius. Auf der Mensa befindet sich eine kleine, barocke Madonna mit Kind. Der südliche (rechte) Seitenaltar ist dem heiligen Sebastian gewidmet. Auf dem Hauptbild ist die sogenannte Sebastianspflege zu sehen: die heilige Irene, die dem gemarterten Sebastian die Pfeile aus dem Leib entfernt. Im Auszugsbild ist der heilige Josef mit dem Jesuskind dargestellt. Auf dem Altartisch ist eine Herz-Jesu-Figur zu sehen. Die Engelsfiguren an beiden Seitenaltären schuf der berühmte Landshuter Bildhauer Christian Jorhan der Ältere im Jahr 1766.

### Kanzel
Im Jahr 1688, also kurz nach dem Hochaltar, entstand die barocke Kanzel mit polygonalem Korpus. An den Kanten befinden sich gewundene Säulchen, dazwischen mit Knorpelwerk und Fruchtgehängen verzierte Felder. Gegenüber der Kanzel ist ein Kruzifix angebracht. Zu Füßen des Gekreuzigten befindet sich eine etwa halb lebensgroße Figur der Mater Dolorosa aus der Zeit um 1480. Diese wird von zwei ebenfalls spätgotischen Holzreliefs flankiert, auf denen die Verkündigung an Maria sowie der Marientod dargestellt sind. Die Reliefs stammen wohl von einem früheren Flügelaltar.

### Taufstein
Der Taufstein ist klassizistisch und wurde um 1800 geschaffen. Das Muschelbecken weist eine runde, profilierte Form auf. Die Gesamthöhe des Stuckmarmorbeckens beträgt 98 Zentimeter.

### Chorgestühl
Im Chorraum befindet sich ein spätbarockes Chorgestühl aus der Zeit um 1715. Es ist mit Akanthusschnitzwerk und durchzogenen gerieften Bändern verziert.

### Übrige Ausstattung
Zur barocken Ausstattung der Kirche zählen zwei Prozessionsstangen mit leuchtertragenden Engeln. Im Chor sind außerdem zwei beinahe lebensgroße Barockfiguren zu sehen, die zeitgleich mit dem Hochaltar entstanden sind: an der Nordwand auf einer Konsole die heilige Barbara, an der Südwand der heilige Georg. Über dem Chorbogen wurde eine Kreuzigungsgruppe zusammengestellt. Das zugehörige Kruzifix dürfte Mitte des 16. Jahrhunderts entstanden sein und hing früher an der nördlichen Außenwand des Langhauses. Die Assistenzfiguren der heiligen Maria (links) und des „Lieblingsjüngers“ Johannes (rechts) entstanden bereits um 1500.
Das Heilig-Geist-Loch befindet sich in der Kirchendecke vor dem Volksaltar. Zu Christi Himmelfahrt wird wieder die über 400 Jahre alte Barockfigur des auferstandenen Christus durch diese Öffnung aufgezogen.

### Orgel

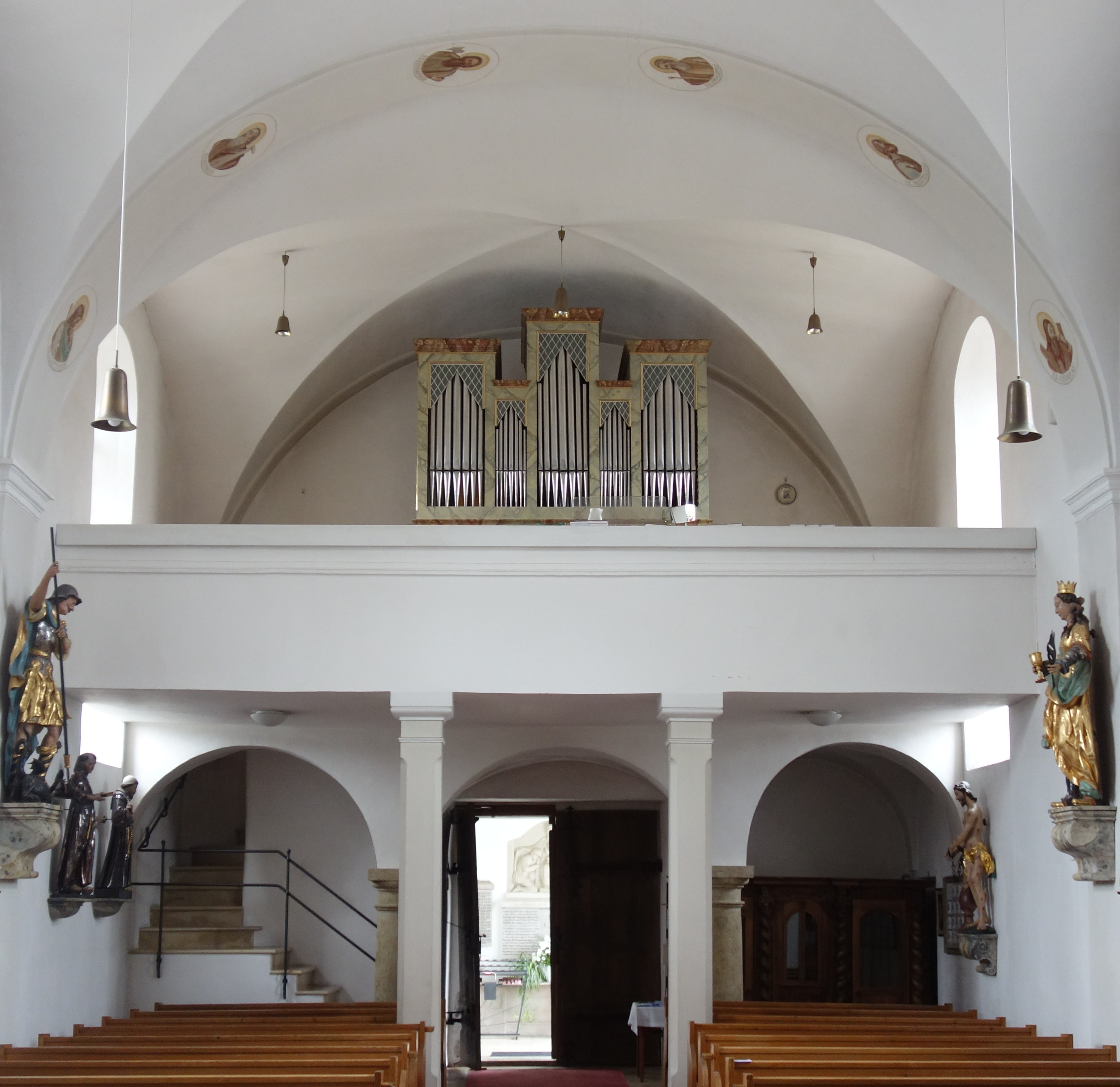
Die Ismayr-Orgel

Die Orgel mit 11 Registern auf zwei Manualen und Pedal wurde 1985 von Günter Ismayr gebaut. Die Disposition lautet:
| I Manual C–g3 |    |
| Rohrflöte     | 8′ |
| Prinzipal     | 4′ |
| Nachthorn     | 2′ |
| Mixtur        | 1′ |

| II Manual C–g3 |       |
| Holzgedackt    | 8′    |
| Blockflöte     | 4′    |
| Prinzipal      | 2′    |
| Quinte         | 1 ⁄3′ |

| Pedal C–f1 |     |
| Subbaß     | 16′ |
| Violonbaß  | 8′  |
| Choralbaß  | 4′  |

- Koppeln: II/I, I/P, II/P
- Bemerkungen: Schleifladen, mechanische Spiel- und Registertraktur

### Glocken
Aus dem schindelgedeckten Turm läuten vier Glocken. Deren älteste wurde im Jahr 1555 von Lienhart Peringer in Landshut gegossen. Sie weist einen Durchmesser von 71 Zentimetern auf und besitzt folgende Umschrift in zwei Zeilen: NIM • WAR • DAS • IST • DAS • LAM • GOTTES • DES • DA • HINNIMMT • DIE • SINDT • DER • WELT – LIENHART • PERINGER • GOSS • MICH • ZVE • LANDSHVEDT • ALS • MAN • ZALT • M • D • L • V (= 1555). Die Worttrennung erfolgt durch Kleeblätter. Die jüngste der vier Glocken stammt aus dem Jahr 1976 und wurde von der ehemaligen politischen Gemeinde Inkofen gestiftet. Sie ist der Mutter Gottes Schutzfrau Bayerns gewidmet.